# Língua lote
Lote (também chamada Lohote) é uma língua Austronésia falada por cerca de 5.500 pessoas que vivem nas proximidades do cabo Dampier, distrito de Pomio, litoral sul da Nova Bretanha, Arquipélago de Bismarck na Papua-Nova Guiné. A língua já foi chamada de Uvol, conforme nome de um rio local, onde o primeiro cais e posterior pista de pouso foram construídos.

## Escrita
Usa-se o alfabeto latino com somente as letras A, E, H, I, K, L, M, N, O, P, R, S, T, U e as formas Ch e Ng.

## Amostra de texto
Helenga mukangana nga paita. Non e neu songong kaone pe kaone tesaolia paita. Paita tana elle mes nge Meium. Kileng neu tehetue ene Meium. Iok la kaone tepurtaua teteke tealangesia paita neu ke tehetue ene aita. Iok tokoninga at sapele, longorusia tepurelelia. Iok takue kakop nga paita pe la palchachia ke ulo pe kaone tengau sapele. Iok ana non ngana meneheke ke ngau totourume pe lemene urana. Iok heto sapele ke teke ure nei ene aita. Iok pe la menehaka matanahotngana e tue. Tue ke ulo ke la aka pe tengau sapele ana koukou pe metuchngana sapele. Iok ana paita tetunglele sapele ke kileng lochloch tetue. Hetlo.
Português
Esta é a história do primeiro coco. Um homem foi caçar com cães e seus cães encontraram em alguns cocos. Um coqueiro cresceu em Meium. Chamaram aquele lugar Meium. Então, os cães trabalharam para tentar comer o coco. Por isso chamaram-no "aita". Bem, o proprietário do cão veio e ouvi-los a tentar comer o coco. Então, ele bateu no coco com sua faca até que ele quebrou e os cães vieram e comeram. Por isso, o homem pegou-o para provar e foi bom. Então ele o nomeou essa fruta ali de 'aita'. Então, pegou um broto e o plantou. Quando terminou de plantá-los e eles cresceram, comeram tanto o coco verde quanto o coco maduroo. Bem, então, deram o cocos para cada lugar para que pudessem plantá-lo. Esse é o fim da história.<ref> Fonte SIL: http://www-01.sil.org/pacific/png/abstract.asp?id=51611</ref..